# گورستان بگی هنز
قبرستان بگی هنز مربوط به سده‌های میانه و متاخر دوران‌های تاریخی پس از اسلام است و در شهرستان کنارک، بخش زرآباد، دهستان شرقی، ۲۵ کیلومتری جنوب شرق جهلو، ۳ کیلومتری شمال بگی هنز واقع شده و این اثر در تاریخ ۲۶ اسفند ۱۳۸۷ با شمارهٔ ثبت ۲۵۸۵۳ به‌عنوان یکی از آثار ملی ایران به ثبت رسیده است.